# Canceller d'Alemanya
El Kanzler (Canceller) ha estat tradicionalment la denominació del Cap de govern d'Alemanya. Durant el període de 1871 fins a 1945, el nom del càrrec era Reichskanzler (Canceller Imperial), actualment és Bundeskanzler (Canceller Federal). Amb motiu de l'elecció d'Angela Merkel, primera dona en ocupar el càrrec, i durant tot el seu mandat, el títol oficial fou Bundeskanzlerin. L'actual canceller federal és el socialdemòcrata Olaf Scholz.

## Cancellers d'Alemanya

### Segon Imperi Alemany (Reichskanzler) (1871-1919)
| No. (Rep.) | Fotografia                            | Nom                                               | Inici                  | Fi                     | Partit  |
| ---------- | ------------------------------------- | ------------------------------------------------- | ---------------------- | ---------------------- | ------- |
| 1. (1.)    | Otto von Bismarck                     | Otto von Bismarck (1815-1898)                     | 21 de març de 1871     | 20 de març de 1890     | Cap     |
| 2. (2.)    | Leo von Caprivi                       | Leo von Caprivi (1831-1899)                       | 20 de març de 1890     | 26 d'octubre de 1894   | Cap     |
| -          |                                       | Vacant                                            | 26 d'octubre de 1894   | 29 d'octubre de 1894   | -       |
| 3. (3.)    | Chlodwig zu Hohenlohe-Schillingsfürst | Chlodwig zu Hohenlohe-Schillingsfürst (1819-1901) | 29 d'octubre de 1894   | 17 d'octubre de 1900   | Cap     |
| 4. (4.)    | Bernhard von Bülow                    | Bernhard von Bülow (1849-1929)                    | 17 d'octubre de 1900   | 14 de juliol de 1909   | Cap     |
| 5. (5.)    | Theobald von Bethmann-Hollweg         | Theobald von Bethmann Hollweg (1856-1921)         | 14 de juliol de 1909   | 13 de juliol de 1917   | Cap     |
| -          |                                       | Vacant                                            | 13 de juliol de 1917   | 14 de juliol de 1917   | -       |
| 6. (6.)    | Georg Michaelis                       | Georg Michaelis (1857-1936)                       | 14 de juliol de 1917   | 1 de novembre de 1917  | Cap     |
| 7. (7.)    | Georg von Hertling                    | Georg von Hertling (1843-1919)                    | 1 de novembre de 1917  | 30 de setembre de 1918 | Zentrum |
| -          |                                       | Vacant                                            | 30 de setembre de 1918 | 3 d'octubre de 1918    | -       |
| 8. (8.)    | Maximilian von Baden                  | Maximilian von Baden (1867-1929)                  | 3 d'octubre de 1918    | 9 de novembre de 1918  | Cap     |
| 9. (9.)    | Friedrich Ebert                       | Friedrich Ebert (1871-1925)                       | 9 de novembre de 1918  | 11 de febrer de 1919   | SPD     |

### República de Weimar (Reichskanzler) (1919-1933)
| No. (Rep.) | Fotografia              | Nom                                        | Inici                  | Fi                     | Partit  |
| ---------- | ----------------------- | ------------------------------------------ | ---------------------- | ---------------------- | ------- |
| 10. (1.)   | Philipp Scheidemann     | Philipp Scheidemann (1865-1939)            | 13 de febrer de 1919   | 20 de juny de 1919     | SPD     |
| -          |                         | Vacant                                     | 20 de juny de 1919     | 21 de juny de 1919     | -       |
| 11. (2.)   | Gustav Bauer            | Gustav Bauer (1870-1944)                   | 21 de juny de 1919     | 26 de març de 1920     | SPD     |
| -          |                         | Vacant                                     | 26 de març de 1920     | 27 de març de 1920     | -       |
| 12. (3.)   | Hermann Müller          | Hermann Müller (Primer mandat) (1876-1931) | 27 de març de 1920     | 8 de juny de 1920      | SPD     |
| -          |                         | Vacant                                     | 8 de juny de 1920      | 25 de juny de 1920     | -       |
| 13. (4.)   | Konstantin Fehrenbach   | Constantin Fehrenbach (1852-1926)          | 25 de juny de 1920     | 4 de maig de 1921      | Zentrum |
| -          |                         | Vacant                                     | 4 de maig de 1921      | 10 de maig de 1921     | -       |
| 14. (5.)   | Joseph Wirth            | Joseph Wirth (1879-1956)                   | 10 de maig de 1921     | 14 de novembre de 1922 | Zentrum |
| -          |                         | Vacant                                     | 14 de novembre de 1922 | 22 de novembre de 1922 | -       |
| 15. (6.)   | Dr. Wilhelm Cuno        | Wilhelm Cuno (1876-1933)                   | 22 de novembre de 1922 | 12 d'agost de 1923     | Cap     |
| -          |                         | Vacant                                     | 12 d'agost de 1923     | 13 d'agost de 1923     | -       |
| 16. (7.)   | Gustav Stresemann       | Gustav Stresemann (1878-1929)              | 13 d'agost de 1923     | 30 de novembre de 1923 | DVP     |
| 17. (8.)   | Wilhelm Marx            | Wilhelm Marx (Primer mandat) (1863-1946)   | 30 de novembre de 1923 | 15 de gener de 1925    | Zentrum |
| 18. (9.)   | Hans Luther             | Hans Luther (1879-1962)                    | 15 de gener de 1925    | 12 de maig de 1926     | DVP     |
| -          |                         | Vacant                                     | 12 de maig de 1926     | 17 de maig de 1926     | -       |
| 19. (10.)  | Wilhelm Marx            | Wilhelm Marx (Segon mandat) (1863-1946)    | 17 de maig de 1926     | 12 de juny de 1928     | Zentrum |
| -          |                         | Vacant                                     | 12 de juny de 1928     | 28 de juny de 1928     | -       |
| 20. (11.)  | Hermann Müller          | Hermann Müller (Segon mandat) (1876-1931)  | 28 de juny de 1928     | 27 de març de 1930     | SPD     |
| -          |                         | Vacant                                     | 27 de març de 1930     | 30 de març de 1930     | -       |
| 21. (12.)  | Heinrich Brüning        | Heinrich Brüning (1885-1970)               | 30 de març de 1930     | 30 de maig de 1932     | Zentrum |
| -          |                         | Vacant                                     | 30 de maig de 1932     | 1 de juny de 1932      | -       |
| 22. (13.)  | Franz von Papen         | Franz von Papen (1879-1969)                | 1 de juny de 1932      | 17 de novembre de 1932 | Cap     |
| -          |                         | Vacant                                     | 17 de novembre de 1932 | 2 de desembre de 1932  | -       |
| 23. (14.)  | Kurt von Schleicher.jpg | Kurt von Schleicher (1882-1934)            | 2 de desembre de 1932  | 28 de gener de 1933    | Cap     |
| -          |                         | Vacant                                     | 28 de gener de 1933    | 30 de gener de 1933    | -       |

### Alemanya Nazi (Reichskanzler) (1933-1945)
| No. (Rep.) | Fotografia                | Nom                                   | Inici               | Fi                 | Partit |
| ---------- | ------------------------- | ------------------------------------- | ------------------- | ------------------ | ------ |
| 24. (1.)   | Adolf Hitler              | Adolf Hitler (1889-1945)              | 30 de gener de 1933 | 30 d'abril de 1945 | NSDAP  |
| 25. (2.)   | Joseph Goebbels           | Joseph Goebbels (1897-1945)           | 30 d'abril de 1945  | 1 de maig de 1945  | NSDAP  |
| 26. (3.)   | Lutz Schwerin von Krosigk | Lutz Schwerin von Krosigk (1887-1977) | 1 de maig de 1945   | 23 de maig de 1945 | Cap    |

### República Federal d'Alemanya (Bundeskanzler) (1949)
Bundeskanzler des de la Segona Guerra Mundial:
| No. (Rep.) | Fotografia           | Nom                                      | Inici                  | Fi                     | Partit |
| ---------- | -------------------- | ---------------------------------------- | ---------------------- | ---------------------- | ------ |
| 27. (1.)   | Konrad Adenauer      | Konrad Adenauer (1876-1967)              | 15 de setembre de 1949 | 16 d'octubre de 1963   | CDU    |
| 28. (2.)   | Ludwig Erhard        | Ludwig Erhard (1897-1977)                | 16 d'octubre de 1963   | 1 de desembre de 1966  | CDU    |
| 29. (3.)   | Kurt Georg Kiesinger | Kurt Georg Kiesinger (1904-1988)         | 1 de desembre de 1966  | 21 d'octubre de 1969   | CDU    |
| 30. (4.)   | Willy Brandt         | Willy Brandt (1913-1992)                 | 21 d'octubre de 1969   | 7 de maig de 1974      | SPD    |
| -          | Walter Scheel        | Walter Scheel (Interinament) (1919-2016) | 7 de maig de 1974      | 16 de maig de 1974     | FDP    |
| 31. (5.)   | Helmut Schmidt       | Helmut Schmidt (1918-2015)               | 16 de maig de 1974     | 1 d'octubre de 1982    | SPD    |
| 32. (6.)   | Helmut Kohl          | Helmut Kohl (1930-2017)                  | 1 d'octubre de 1982    | 27 de novembre de 1998 | CDU    |
| 33. (7.)   | Gerhard Schröder     | Gerhard Schröder (*1944)                 | 27 de novembre de 1998 | 22 de novembre de 2005 | SPD    |
| 34. (8.)   | Angela Merkel        | Angela Merkel (*1954)                    | 22 de novembre de 2005 | 8 de desembre de 2021  | CDU    |
| 35. (9.)   |                      | Olaf Scholz (*1958)                      | 8 de desembre de 2021  | 6 de maig de 2025      | SPD    |
| 35. (10.)  | Friedrich Merz       | Friedrich Merz (*1955)                   | 6 de maig de 2025      | actualitat             | CDU    |